# 林氏吻趾獅子魚
林氏吻趾獅子魚，為輻鰭魚綱鮋形目杜父魚亞目獅子魚科的其中一種，分布於南冰洋南設得蘭群島海域，棲息深度735-850公尺，為深海底棲性魚類，體長可達31公分，屬肉食性，生活習性不明。

## 擴展閱讀
維基物種上的相關：林氏吻趾獅子魚